# Форт-Детрик
Форт-Детрик /ˈdiːtrɪk/ — объект командования армии США, расположенный во Фредерике, штат Мэриленд. Форт-Детрик был центром программы США по разработке биологического оружия с 1943 по 1969 год. После прекращения этой программы здесь размещалось большинство элементов программы биологической защиты США.
По состоянию на начало 2010-х годов на территории кампуса Форт-Детрик площадью 1200 акров (486 га) расположены организации, которые проводят биомедицинские исследования и разработки, управление медицинским оборудованием, глобальные медицинские коммуникации и изучение иностранных патогенов растений. Известно, что лаборатория исследует патогены, такие как лихорадка Эбола и оспа.
Здесь находится Командование медицинских исследований и разработок армии США (USAMRDC) с его агентством биологической защиты, Медицинским научно-исследовательским институтом инфекционных заболеваний армии США (USAMRIID). Здесь также находится Национальный институт рака имени Фредерика (NCI-Frederick), а также Национальная межведомственная конфедерация биологических исследований (NICBR) и Национальный межведомственный кампус биозащиты (NIBC).
В августе 2019 года деятельность по исследованию смертоносных микробов была остановлена из-за серьёзных нарушений техники безопасности, в частности, связанных с утилизацией опасных материалов.
Форт-Детрик — крупнейший работодатель в округе Фредерик, штат Мэриленд.

## История
Пять ферм первоначально составляли то, что сегодня известно как «Зона А» площадью 800 акров (324 га) или главный почтовый район Форт-Детрик, где производится большинство работ. «Зона B», известная как «Ферма» площадью 400 акров (162 га), была куплена в 1946 году для обеспечения испытательного полигона к западу от Роузмонт-авеню, который тогда назывался Йеллоу-Спрингс-Пайк. Кроме того, водоочистные сооружения и очистные сооружения занимают площадь около 16 акров (6,47 га) на берегу реки Монокаси.

### Детрик Филд (1931—1943)
Форт-Детрик восходит к небольшому муниципальному аэропорту, основанному во Фредерике, штат Мэриленд, в 1929 году. Им управлял один человек, и до 1938 года это поле было одним из аварийных аэродромов между Кливлендом, штат Огайо, и Вашингтоном, округ Колумбия. Поле было названо в честь лётного хирурга эскадрильи майора Фредерика Л. Детрика, который служил во Франции во время Первой мировой войны и умер в июне 1931 года от сердечного приступа. 10 августа 1931 года (через два месяца после смерти майора Детрика) здесь был размещён лагерь его подразделения: 104-й наблюдательной эскадрильи 29-й дивизии Национальной гвардии Мэриленда. Эскадрилья летала на наблюдательных бипланах de Havilland и Curtiss JN-4 «Jennies».
Бетонный и асфальтированный аэродром заменил травяное поле в 1939 году, а модернизированный Детрик-Филд служил Центром подготовки курсантов-пилотов (Cadet Pilot Training Center) до вступления страны во Вторую мировую войну. Детрик-Филд был официально арендован у города Фредерик в 1940 году (ранее он был арендован у государства всего на две недели в году). Последние самолёты покинули Детрик-Филд в декабре 1941 и январе 1942 года после нападения японцев на Перл-Харбор. Все самолёты и пилоты 104-й эскадрильи и курсанты-пилоты, обучавшиеся в Центре подготовки, были переведены после объявления войны для проведения противолодочного патрулирования у атлантического побережья. 2-я бомбардировочная эскадрилья армейского авиационного корпуса США была воссоздана в Детрик-Филд в период с марта по сентябрь 1942 года, когда она была переброшена в Англию, чтобы стать ядром нового штаба 8-й воздушной армии ВВС США. После этого база перестала быть авиационным центром. Исчезли здания аэродромов, и взлётно-посадочная полоса, которые шли вдоль сегодняшней Гамильтон-стрит от Бизли-драйв до улицы Нейман.

### Кэмп Детрик (1943—1956)
9 марта 1943 года правительство приобрело участок площадью 154 акра (62,32 га), включая первоначальные 92 акра (37,23 га) и переименовали объект в «Кэмп Детрик». В том же году были созданы Лаборатории биологической войны армии США (USBWL), ответственные за новаторские исследования в области биозащиты, обеззараживания, газовой стерилизации и очистки агентов. Первый командир, подполковник Уильям С. Бэкон и его преемник полковник Мартин Б. Читтик руководили первоначальным ремонтом и строительством базы стоимостью 1,25 миллиона долларов.

#### Вторая мировая война и исследования биологического оружия (1943—1945)
Во время Второй мировой войны Кэмп-Детрик и USBWL стали местом интенсивных исследований биологического оружия с использованием различных патогенов. Первоначально эти исследования курировал руководитель отдела фармацевтики Джордж У. Мерк, а проводил ислледования в течение многих лет Айра Л. Болдуин, профессор бактериологии в Университете Висконсина. Болдуин стал первым научным руководителем лабораторий. Он выбрал Детрик-Филд для проведения этих исследований из-за баланса между удалённостью и близостью к Вашингтону, округ Колумбия, а также к Эджвудскому арсеналу, центру американских исследований в области химического оружия. Здания и другие объекты, оставшиеся от старого аэродрома, включая большой ангар, стали основой, необходимой для начала работ. 92 акра (37,23 га) Детрик-Филд также были окружены обширными сельскохозяйственными угодьями, которые можно было приобрести при расширении работ в области биологического оружия.
На Службу химического оружия (Chemical Warfare Service) армии была возложена ответственность и надзор за усилиями, которые один офицер назвал «скрытыми глубочайшей секретностью военного времени, сопоставимыми только с… Манхэттенским проектом по разработке атомной бомбы». Через три месяца после начала строительства дополнительно было выделено 3 миллиона долларов на пять дополнительных лабораторий и экспериментальную установку. Подполковнику Бэкону было разрешено нанять 85 офицеров, 373 рядовых и 80 рядовых членов Женского армейского вспомогательного корпуса (Women’s Army Auxiliary Corps, WAAC; с 1 июля 1943 г. преобразован в Women’s Army Corps, WAC) под началом двух офицеров WAAC. На пике численности в 1945 году в лагере Детрик было 240 офицеров и 1530 рядовых, включая WAC.

#### Послевоенные годы (1946—1955)
Тщательно продуманные меры безопасности, принятые в лагере Детрик, были настолько эффективны, что только в январе 1946 года, через четыре месяца после Дня победы над Японией, общественность узнала об исследованиях биологического оружия во время войны.
В 1952 году армия приобрела более 500 акров (202 га) земли, расположенной между Западной 7-й улицей и Оппоссумтаун-Пайк, для расширения постоянных научно-исследовательских центров.
Двое рабочих на базе умерли от заражения сибирской язвой в 1950-х годах. Ещё один умер в 1964 году от вирусного энцефалита.
На базе располагалось здание № 470, которое местные жители называли «Башней сибирской язвы». Корпус 470 был опытным заводом по отработке оптимальных ферментных и бактериальных технологий очистки. Информация, полученная на этом опытном предприятии, легла в основу технологии ферментации, которая в конечном итоге использовалась фармацевтической промышленностью, чтобы произвести революцию в производстве антибиотиков и других лекарств. Здание 470 было снесено в 2003 году без каких-либо негативных последствий для рабочих, проводивших работы по сносу, или окружающей среды. Объект получил прозвище «Форт Рока», когда там проводились исследования в области наступательного биологического оружия. Во время Второй мировой войны на базе было произведено 5000 бомб, содержащих споры сибирской язвы.
С 1945 по 1955 год в рамках проекта «Скрепка» и его последователей правительство США наняло более 1600 немецких и австрийских учёных и инженеров в различных областях, таких как проектирование самолётов, ракетные технологии и в области биологической войны. Среди специалистов в последней области, которые в конечном итоге работали в США, были Вальтер Шрайбер, Эрих Трауб и Курт Бломе, которые участвовали в медицинских экспериментах над узниками концлагерей по испытанию боевых биологических агентов. Поскольку Великобритания, Франция и Советский Союз также занимались вербовкой этих учёных, Объединённое агентство разведки (Joint Intelligence Objectives Agency, JIOA) хотело отказать в их услугах другим державам и поэтому изменило или скрыло записи об их нацистском прошлом и причастности к военным преступлениям.

##### Тестирование адвентистов седьмого дня, 1940—1974 годы
28 сентября 1994 года Главное бюджетно-контрольное управление США опубликовало отчёт, в котором говорилось, что в период с 1940 по 1974 год Министерство обороны и другие агентства национальной безопасности изучили сотни тысяч людей в ходе испытаний и экспериментов с опасными веществами.

Цитата из исследования: 
В 1950-х годах в Форт-Детрике, штат Мэриленд, было проведено множество экспериментов по тестированию различных биологических агентов на людях, получивших название «Операция „Белый плащ“». Испытуемые люди первоначально состояли из солдат-добровольцев. Однако после того, как военнослужащие устроили сидячую забастовку, чтобы получить больше информации об опасностях биологических тестов, для исследований были привлечены адвентисты седьмого дня (АСД), отказавшиеся от военной службы по соображениям совести
Армия приобрела дополнительно 147 акров (59,49 га) в 1946 году, чтобы увеличить размер первоначальной «Зоны А», а также 398 акров (161,06 га), расположенных к западу от Зоны А, но не примыкающий к ней, чтобы обеспечить испытательную зону, известную как Зона В. В 1952 году ещё 502,76 акра (203,5 га) были приобретены между Западной 7-й улицей и Оппоссумтаун-Пайк для расширения постоянных научно-исследовательских центров.
Джеффри Алан Локвуд писал в 2009 году, что программа биологического оружия в Форт-Детрик начала исследовать использование насекомых в качестве переносчиков болезней ещё во время Второй мировой войны, а также после войны нанял немецких и японских учёных, которые проводили эксперименты на людях среди военнопленных и узников концлагерей. Учёные использовали или пытались использовать самых разных насекомых в своих планах биологической войны, включая блох, клещей, муравьёв, вшей и комаров, особенно комаров, переносчиков вируса жёлтой лихорадки. Они также испытали их в Соединённых Штатах. Локвуд считает, что весьма вероятно, что США действительно использовали насекомых, сброшенных с самолётов во время Корейской войны, для распространения болезней, и что китайцы и северокорейцы не просто занимались пропагандистской кампанией, когда делали эти утверждения, поскольку Объединённый комитет начальников штабов и министр обороны одобрили их использование осенью 1950 года в «скорейшее возможное время». В то время у него было пять готовых к использованию биологических агентов, три из которых распространялись насекомыми-переносчиками.

### Форт Детрик (1956 — настоящее время)

#### Годы холодной войны (1956—1989)
Кэмп-Детрик был назначен постоянным объектом для биологических исследований и разработок в мирное время вскоре после Второй мировой войны, но этот статус не подтверждался до 1956 года, когда этот пост стал называться Форт-Детрик. Его мандат заключался в том, чтобы продолжить свою предыдущую миссию биомедицинских исследований и свою роль ведущего в мире исследовательского центра биологических агентов, требующих специальной защиты.
Самым последним приобретением земли для форта был участок площадью менее 3 акра (1,21 га) вдоль забора Роузмонт-Авеню в 1962 году, завершая нынешние 1200 акров (486 га).
В День ветеранов, 11 ноября 1969 года, президент Ричард М. Никсон обратился к Сенату с просьбой ратифицировать Женевский протокол 1925 года, запрещающий применение химического и биологического оружия. Никсон заверил Форт-Детрик, что его исследования продолжатся. 25 ноября 1969 года Никсон выступил с заявлением, запрещающим наступательные биологические исследования в США. С тех пор любые исследования, проводимые в Форт-Детрик, носили чисто оборонительный характер, сосредоточив внимание на диагностике, профилактике и лечении инфекций биологического оружия. Это исследование проводится Медицинским научно-исследовательским институтом инфекционных заболеваний армии США (USAMRIID), который был преобразован из предыдущего Медицинского подразделения армии США (USAMU) и был переименован в 1969 году.
Когда он завершил наступательные биологические исследования, проведённые в Форт-Детрик, Никсон пообещал предоставить бывшие лаборатории и землю за счёт прекращения программы наступательного биологического оружия, переданной Министерству здравоохранения и социальных служб США в 1970-х годах и позже. Национальный центр исследований и развития рака (ныне Национальный институт рака имени Фредерика) был основан в 1971 году на площади 69-акров (27,92 га) в Зоне А.
В 1989 году исследователи базы выявили эболавирусы у обезьяны, завезённой с Филиппин.

#### После холодной войны (1990 — настоящее время)
В 1990 году в Рестонском карантинном отделении Hazelton Research Products в Рестоне, штат Виргиния. произошла загадочная вспышка смертельной болезни среди партии макак-крабоедов, доставленных с Филиппин. Ветеринарный патологоанатом компании отправил образцы тканей мёртвых животных в Медицинский научно-исследовательский институт инфекционных заболеваний армии США (USAMRIID) в Форт-Детрике, где лабораторный тест, известный как анализ ELISA, показал антитела к вирусу Эбола. После этого команда USAMRIID усыпила выживших обезьян, доставив их туши в Форт-Детрик для изучения ветеринарными патологоанатомами и вирусологами и возможной утилизации в безопасных условиях. На Филиппинах и в Соединённых Штатах ранее не было случаев заражения лихорадкой Эбола, и после дальнейшего изучения исследователи пришли к выводу, что это был другой штамм лихорадки Эбола или новый филовирус азиатского происхождения, который они назвали рестонским эболавирусом (REBOV) в честь места происшествия.
В 2009 году H. P. Albarelli опубликовал книгу «Ужасная ошибка: убийство Фрэнка Олсона и секретные эксперименты ЦРУ времён холодной войны» о смерти Фрэнка Олсона и экспериментах, проведённых в Форт-Детрике. Книга основана на документах, опубликованных в соответствии с Законом о свободе информации, а также на многих других документах и интервью полиции и следователей.
В 1980-х и 1990-х годах агент КГБ по дезинформации Джейкоб Сигал утверждал, что Форт-Детрик был местом, где правительство США «изобрело» ВИЧ.
USAMRIID был главным консультантом ФБР по научным аспектам сибиреязвенных атаках письмами 2001 года, в результате которых заразились 22 человека и погибли пятеро. Помогая науке с самого начала, он также вскоре стал центром расследования ФБР возможных преступников (см. Стивена Хэтфилла). В июле 2008 года ведущий исследователь биозащиты США из USAMRIID покончил жизнь самоубийством как раз в тот момент, когда ФБР собиралось предъявить обвинения в связи с инцидентами. Учёному Брюсу Эдвардсу Айвинсу, проработавшему 18 лет в USAMRIID, сообщили о готовящемся судебном преследовании. Идентификация ФБР Айвинса в августе 2008 года как виновника атаки сибирской язвы остаётся спорной, и несколько независимых правительственных расследований, которые расследуют его вину, продолжаются. Хотя препараты сибирской язвы, использовавшиеся при атаках, были разного качества, все материалы были получены из одного и того же бактериального штамма. Известный как штамм Эймса, он был впервые исследован в USAMRIID. Штамм Эймса впоследствии был распространён по крайней мере в пятнадцати биоисследовательских лабораториях в США и в шести местах за границей.
В июне 2008 года Агентство по охране окружающей среды США заявило, что планирует добавить базу в список самых загрязнённых мест в стране. 9 апреля 2009 года «Грунтовые воды Зоны B Форт-Детрик» были добавлены в список, который в настоящее время включает 18 других участков в Мэриленде.
Пристройка Форест-Глен к армейскому медицинскому центру Уолтера Рида в Силвер-Спринг, штат Мэриленд, была передана под командование Форт-Детрик в 2008 году в результате процесса реорганизации и закрытия базы.
По состоянию на 2008 год в Форт-Детрик работало около 7900 человек. База была крупнейшим работодателем в округе Фредерик и ежегодно вносила в местную экономику более 500 миллионов долларов.

## Загрязнение окружающей среды
Зона B представляет собой испытательный полигон площадью 399 акров (161,47 га) и до 1970 года была местом захоронения химических, биологических и радиологических материалов. Лишь в 2009 году она была внесена в Список национальных приоритетов в качестве объекта с четырьмя так называемыми «районами-источниками»: ямы для удаления химических отходов, свалка, зона B-сеть и зона B-20 сжигания. Есть 30 дополнительных возможных областей. Известно, что подземные воды загрязнены летучими органическими соединениями трихлорэтиленом (ТХЭ) с 1992 года, а также тетрахлорэтиленом как на территории, так и за её пределами. Восемь 55-галлонных бочек с ТХЭ, закопанных в Зоне B в 1968 году, считаются одним из источников загрязнения. Моделирование шлейфа подземных вод затруднено из-за лежащих в основе карстовых образований. Агентство по охране окружающей среды и армия не подписали никаких «записей о решениях» о том, как будет восстановлено каждое место.
В 2012 году Национальный исследовательский совет США опубликовал отчёт после рассмотрения двух исследований потенциальных опасностей для здоровья в Форт-Детрике: оценки общественного здравоохранения 2009 года, проведённой агентством по регистрации токсичных веществ и заболеваний, и исследования рака в округе Фредерик, проведённого Департаментом здравоохранения и психической гигиены штата Мэриленд и Департамента здравоохранения округа Фредерик. В отчёте говорится, что ни одно из исследований не может показать, пострадали ли люди от загрязнённых грунтовых вод из Зоны B. Маловероятно, что дополнительные исследования смогут установить связь, поскольку раннее данные о воздействии не собирались, и эти данные нельзя получить или надёжно оценить в настоящее время.
В мае 2014 года застройщик, купивший 92 акра возле Центра биологических исследований, подал в суд на армию США за небрежность в отношении её методов утилизации химикатов, в результате чего уровни трихлорэтилена в 42 раза превышали федеральный максимальный уровень загрязняющих веществ. Поверенный США, представляющий Форт-Детрик, в июле 2014 года утверждал, что несуществующее в то время постановление EPA является исключением из Федерального закона о деликтных исках и «защищает практику утилизации отходов в армии». Иск на 37 миллионов долларов был отклонён в январе 2015 года.
После того, как в феврале 2015 года армия опровергла заявления о проблемах со здоровьем у 106 семей и отдельных лиц Фредерика, жители подали коллективный иск, требуя 750 миллионов долларов за неправомерную смерть, боль и страдания в августе 2015 года.
Организация опубликовала отчёт о некоторых выводах, касающихся разлива отходов. На общедоступном веб-сайте Форт-Детрика была представлена копия архива заседания комитета по охране окружающей среды.

## 2019 год, закрытие и возобновление работы
После приказа Центров по контролю и профилактике заболеваний (CDC) о прекращении действий, согласно которому лаборатория USAMRIID на базе была закрыта в августе 2019 года как минимум за два «нарушения условий содержания», 25 ноября 2019 года было объявлено о возобновлении операций в ограниченном объёме. Два нарушения, о которых сообщили в CDC сотрудники USAMRIID, продемонстрировали сбои протоколов уровня биобезопасности 3 и 4 в армейской лаборатории для «внедрения и поддержания процедур сдерживания, достаточных для содержания избранных агентов или токсинов».
Примерно через восемь месяцев закрытия и ограничений лаборатории USAMRIID уровня безопасности BSL-4 было разрешено возобновить полную работу к апрелю 2020 года под аплодисменты законодателей Мэриленда, включая сенатора Бена Кардина, который заявил: «Облегчение от того, что USAMRIID полностью функционирует в условиях текущей вспышки COVID-19».

## Подразделения и организации-арендаторы
В Форт-Детрик подразделения вооружённых сил США представлены 7800 военными, федеральными служащими и подрядчиками. Деятельность в гарнизоне представлена четырьмя агентствами на уровне кабинета министров: Министерством внутренней безопасности Министерством сельского хозяйства Министерством здравоохранения и социальных служб и Министерством обороны США. Офисы и лаборатории включают в себя Научно-исследовательский институт иностранных болезней и сорняков Департамента сельского хозяйства, Национальный институт онкологии, Военно-морское командование медицинской логистики и Исследовательский центр телемедицины и передовых технологий. В настоящее время строится биотехнологический кампус, в котором разместятся гражданские и военные исследовательские центры, в том числе подразделения Центров по контролю и профилактике заболеваний (CDC), Национального института аллергии и инфекционных заболеваний (NIAID), а также USAMRIID.
В Форт-Детрике расположены следующие подразделения и организации (военные и другие):
Министерство обороны США
- Командование медицинских исследований и разработок армии США (USAMRDC)
  - Агентство медицинского имущества армии США (USAMMA)
  - Агентство по разработке медицинской техники армии США (USAMMDA)
  - Агентство по закупкам медицинских исследований армии США (USAMRAA)
  - Медицинский научно-исследовательский институт инфекционных заболеваний армии США (USAMRIID)[32]
  - Центр исследований телемедицины и передовых технологий[33]
  - Центр исследований гигиены окружающей среды армии США (USACEHR; в настоящее время часть USAMRICD)
- 114-й батальон связи
- 21-я бригада связи
- 302-й батальон связи
- 6-й Центр управления медицинской логистикой (6MLMC)
- Зона А, 53-й батальон связи (SATCON)
- Управление медицинской логистики ВВС (AFMLO)
- Агентство медицинской поддержки ВВС, глобальные тренировки и учения по медицинской поддержке (AFMSA/SGPX)
- Национальный центр медицинской разведки (NCMI), ранее Центр медицинской разведки вооружённых сил (AFMIC)
- Химико-биологические медицинские системы (CBMS), Объединённый офис управления проектами
- Зона B, 4-й лёгкий бронетанковый разведывательный батальон, 4-я дивизия морской пехоты резерва морской пехоты
- Агентство по управлению оборонными контрактами, DCMA, Балтимор
- Отряд 1, 301-я рота связи (кабельно-проводниковая)
- Объединённый центр функционального развития медицинской логистики (JMLFDC)
- Объединённый клинический консультативный совет по готовности (JRCAB)
- Медицинская связь для помощи раненым в бою (MC4)
- Командование медицинской логистики ВМС (NMLC)
- Офис технологических приложений (TAO)
- Инженерное командование информационных систем армии США, Инженерное управление Форт-Детрик.

Кроме того, Форт-Детрик является опорным пунктом горного комплекса Рэйвен-Рок.
Министерство здравоохранения и социальных служб США
- Национальный институт рака во Фредерике (NCI-Frederick)[3], вспомогательное учреждение NCI.

Министерство сельского хозяйства США
- Отдел исследований сорняков иностранных болезней

Министерство внутренней безопасности США
- Национальный центр биокриминалистического анализа (NBFAC)
- Национальный центр анализа и противодействия биозащите (NBACC)

## Исторические места
Форт-Детрик имеет три объекта (и четыре постройки) в Национальном реестре исторических мест :
- Фермерский дом Наллин (около 1835 года)
- Родник фермы Наллин и банковский амбар (до 1798 года)
- Сфера на миллион литров, «Восьмёрка» (1947—1948)

Кроме того, исторический интерес представляют следующие участки:
- Скалистый холм с видом на Фредерик, расположенный недалеко от ворот Старой фермы (северо-западные ворота) форта Детрик, был местом исторических построек. Академия послушников Фридриха построила на холме поместье, «Виллу Святого Иосифа», в 1895 году. Он был расположен там из-за «Источника Восстановления», к северу, у подножия холма. Академия переехала в Нью-Йорк в 1903 году, а впоследствии вилла была снесена. Доктор Рудольф Рау, хирург Фредерика, купил землю в 1911 году и построил внушительный белый особняк с колоннами, бальным залом на третьем этаже и каретным двором. Это поместье, «Широкие пастбища», также включало в себя обширный итальянский лес и сад с террасами. Это имущество было продано в 1929 году Роберту Брайту, который использовал его как дачу до 1943 года. Три года спустя правительство США купило его, и он использовался в качестве резиденции командира поста Форт-Детрик, пока он тоже не был снесён в 1977 году. Сегодня остались только подпорные стены и некоторые каменные дорожки, но фотографии как здания академии послушников, так и особняка доктора Рау можно увидеть как часть поясняющих вывесок на этом месте.
- Здание 470, экспериментальный завод, известный как «Башня сибирской язвы» (1953 год, снесён в 2003 году).

## В популярной культуре
- В видеоигре Prototype 2009 года Форт-Детрик является штаб-квартирой секретной военной организации Blackwatch, которая занимается атаками с применением биологического оружия. Это одна из вражеских фракций против игрового персонажа Алекса Мерсера.
- Вступительный эпизод из фильма Вспышка 1995 года представляет четыре уровня биобезопасности в исследовательском центре USAMRIID в Форт-Детрик.
- В «Усилении», эпизоде 24 4-го сезона телесериала CBS «Мыслить как преступник», BAU быстро реагирует после того, как серийный убийца выпускает новый штамм смертоносных спор сибирской язвы в Аннаполисе, штат Мэриленд, который угрожает обществу и подвергает члена команды риску. Убийца нацелился на Форт-Детрик, потому что они отказались от его услуг.
- Форт-Детрик фигурирует в нескольких эпизодах телесериала «Секретные материалы» как Форт Марлен, по имени немецкой актрисы Марлен Дитрих.
- Форт-Детрик несколько раз упоминается в фильме 2007 года о вторжении пришельцев «Вторжение».
- Рок-группа Clutch, которая родом из Джермантауна, штат Мэриленд, но называет Фредерик, штат Мэриленд, своим родным городом, выпустила песню «50 000 Unstoppable Watts» в своём альбоме 2009 года Strange Cousins from the West. Певец Нил Фэллон обсудил значение текста песни, сказав: «Песня более или менее о том, где мы репетировали во Фредерике, штат Мэриленд, рядом с военной базой Форт-Детрик, где они много производят и испытывают химическое оружие. Итак, когда я говорю об Anthrax, я имею в виду Anthrax, химическое оружие, а не группу. а там много радиолюбителей, ну и старых радиолюбительских вышек. И однажды утром я собирался, ну, однажды утром, о Боже, однажды днём я шёл в винный магазин, и слова просто всплыли в моей голове после тренировки».
- Форт-Детрик кратко упоминается как место важной вирусной вспышки в «Эволюция Борна».
- Форт-Детрик является местом назначения экипажа авианосца «Натан Джеймс» для массового производства лекарства от красного гриппа в эпизоде «Последний корабль» «Нет места лучше дома» (финал сезона).
- Форт-Детрик упоминается в эпизоде телесериала ABC «Как отец, как дочь», вышедшем в эфир 16 октября 2014 года.
- Форт-Детрик несколько раз упоминается в сюжете четвёртого сезона сериала «американцы». Он также использовался в качестве декорации в 5 сезоне.
- Форт-Детрик несколько раз упоминается в сериале Netflix Original Series (2017) «Wormwood».
- Форт-Детрик упоминается в конце рассказа Эрика Клайна «Призрак Рождества будущего», опубликованного в журнале Analog Science Fiction and Fact за ноябрь/декабрь 2019 года.
- Форт Детрик упоминается в манге Осаму Тэдзуки MW.
- Форт-Детрик несколько раз упоминается в романе Майкла Крайтона «Штамм Андромеда»